# Sematophyllum tonduzii
Sematophyllum tonduzii là một loài Rêu trong họ Sematophyllaceae. Loài này được (Renauld & Cardot) F.D. Bowers miêu tả khoa học đầu tiên năm 1974.